# Moraeus med mera
Moraeus med mera var ett svenskt TV-program som sändes på SVT. Premiäravsnittet visades 4 september 2011. I programmet uppträdde olika artister och inspelningarna ägde rum under somrarna 2011–2017 vid Orsasjöns strand i Dalarna. Säsongen 2017 blev den sista sedan SVT bestämt sig för att lägga ner programmet. Programledare var Kalle Moraeus.

## Medverkande

### 2011
| Avsnitt | Datum        | Medverkande artister                                                                                       |
| ------- | ------------ | --- |
| 1       | 4 september  | Jill Johnson, Joacim Cans i Hammerfall, Danny Saucedo och Mads Langer                                      |
| 2       | 11 september | Loa Falkman, Me and my army, Lisa Miskovsky och Magnus Weideskog                                           |
| 3       | 18 september | BAO med Helen Sjöholm och Tommy Körberg, Veronica Maggio och Serenades (Markus Krunegård och Adam Olenius) |
| 4       | 25 september | Charlotte Perrelli, Daniel Adams-Ray, Nicolai Dunger och Bengan Janson                                     |
| 5       | 2 oktober    | Sanna Nielsen, Rikard Wolff & Lisa Ekdahl, Looptroop Rockers och Sahara Hotnights                          |
| 6       | 9 oktober    | Lill-Babs - Siw Malmkvist - Ann-Louise Hansson, Adam Tensta, Andreas Johnsson och Tove Styrke              |
| 7       | 16 oktober   | Jerry Williams, Erik Hassle, Miss Li, Linda Lampenius och Roby Lakatos                                     |
| 8       | 23 oktober   | Yngwie Malmsteen, Carola, Patrik Isaksson och Those Dancing Days                                           |

### 2012
| Avsnitt | Datum        | Medverkande artister                                                          |
| ------- | ------------ | ----------------------------------------------------------------------------- |
| 1       | 2 september  | Alina Devecerski, Peter Jöback, Sanne Salomonsen och The Hives                |
| 2       | 9 september  | Amanda Jenssen, Björn Skifs, Katie Melua och Ken Ring                         |
| 3       | 16 september | Europe, Laleh, Tommy Körberg samt Dalarnas Spelmansförbund                    |
| 4       | 23 september | Ane Brun, Malena Ernman, Timbuktu & Damn! och Linnea Olsson                   |
| 5       | 30 september | Deportees, Lasse Berghagen, Linnea Henriksson och Sarah Dawn Finer            |
| 6       | 7 oktober    | Lasse Stefanz, Mash Up International, Kajsa Grytt och Moa Lignell             |
| 7       | 14 oktober   | Loa Falkman, Loreen, Mando Diao och Maskinen                                  |
| 8       | 21 oktober   | Agnes, Dalasinfoniettan, Freddie Wadling, Timo Räisänen och Cookies 'N' Beans |

### 2013
| Avsnitt | Datum        | Medverkande artister                                                                                                 |
| ------- | ------------ | --- |
| 1       | 25 augusti   | Sven-Bertil Taube, Lisa Nilsson, Oskar Linnros och Jasmine Kara                                                      |
| 2       | 1 september  | Lill Lindfors, Petter, Yohio, Britta Persson och The Royal Concept                                                   |
| 3       | 8 september  | Benny Andersson med Sofia Pekkari, Johan Ulveson och Magnus Roosmann, Larz-Kristerz, Petra Marklund och Kim Cesarion |
| 4       | 15 september | Louise Hoffsten, Hoffmaestro, Måns Zelmerlöw och Sofia Jannok                                                        |
| 5       | 22 september | Meja, Eric Saade, Eldkvarn och Samuel Ljungblahd & The Kingdom Choir                                                 |
| 6       | 29 september | Monica Dominique, Orup, The Sounds, Edda Magnason, Maskinen och Movits!                                              |
| 7       | 6 oktober    | Darin, Py Bäckman, Hästpojken och Adrian Lux                                                                         |
| 8       | 13 oktober   | Marit Bergman, Olle Ljungström, Ola Salo, Noonie Bao och Dalasinfoniettan                                            |

### 2014
| Avsnitt | Datum       | Medverkande artister |
| ------- | ----------- | --- |
| 1       | 1 november  | Jan Malmsjö, Miriam Bryant, Rolandz med Robert Gustafsson som Roland Järverup och Tony Rickardsson, samt Stor och Linda Pira |
| 2       | 8 november  | Henrik Dorsin, Caroline af Ugglas, Freda och Martin Stenmarck                                                                |
| 3       | 15 november | Weeping Willows, Helen Sjöholm, Ison & Fille och Dolly Dolores                                                               |
| 4       | 22 november | Electric Banana Band, Marie Bergman, Panda Da Panda och Syster Sol                                                           |
| 5       | 29 november | Takida, Christer Sjögren, Sofia Karlsson och Sabina Ddumba                                                                   |
| 6       | 6 december  | Sylvia Vrethammar, Eric Gadd, Erato, Lars-Åke Wilhelmsson som Babsan och Oscar Zia                                           |
| 7       | 13 december | Helena Paparizou, Ebbot Lundberg, Crucified Barbara och Titiyo                                                               |
| 8       | 20 december | Dalasinfoniettan under ledning av Mats Rondin, Laleh, Svante Thuresson och Dregen med Pernilla Andersson                     |

### 2015
| Avsnitt | Datum       | Medverkande artister                                                                 |
| ------- | ----------- | ------------------------------------------------------------------------------------ |
| 1       | 17 oktober  | Darin, Lasse Kronér, Medina och Little Jinder                                        |
| 2       | 24 oktober  | Loa Falkman, Divine - The Opera Trio, Petter, Dirty Loops och Smith & Thell          |
| 3       | 31 oktober  | Nils Landgren och Ida Sand med Bohuslän Big Band, Danny, Isa och Jonas Gardell       |
| 4       | 7 november  | Petra Marklund, Thomas Di Leva, Elisa's och Jon Henrik Fjällgren                     |
| 5       | 14 november | Molly Sandén, Bo Kaspers Orkester, Carl-Einar Häckner och Vulkano                    |
| 6       | 21 november | Panetoz, Benny Andersson med Maria Ylipää och Oskar Nilsson, Nadya och Ulrik Munther |
| 7       | 28 november | Doug Seegers med Barbara Lamb, Stiftelsen, Mariette och Loreen                       |
| 8       | 5 december  | Backyard Babies, Viktoria Tolstoy, Lilla Sällskapet och Kikki Danielsson             |

### 2016
| Avsnitt | Datum       | Medverkande artister                                                                                             |
| ------- | ----------- | --- |
| 1       | 22 oktober  | Alcazar, Maia Hirasawa, Kebnekajse och Lasse Holm                                                                |
| 2       | 29 oktober  | Jerry Williams, Jakob Hellman, Systerpolskan och Shima Niavarani                                                 |
| 3       | 5 november  | Norlie & KKV, E-type, Rennie Mirro, Karl Dyall och Elliphant                                                     |
| 4       | 12 november | Kayo med Cotton Club, Nova Miller, Mikael Wiehe och State of Sound                                               |
| 5       | 19 november | Flamingokvintetten, Nordman, Anne Sofie von Otter och Cleo med Näääk                                             |
| 6       | 26 november | Hasse Andersson, Hoffmaestro med Kaliffa Karlsson, Shirley Clamp och Naomi Pilgrim                               |
| 7       | 3 december  | Benny Anderssons orkester med Helen Sjöholm och Tommy Körberg, Billy Opel, Malena Ernman och The Fooo Conspiracy |

### 2017
| Avsnitt    | Datum       | Medverkande artister |
| ---------- | ----------- | --- |
| 1          | 14 oktober  | Lisa Ekdahl, Arvingarna, Miss Li och Lazee |
| 2          | 21 oktober  | Arja Saijonmaa, Ralf Gyllenhammar med Mustasch, Emmi Christensson och Räfven |
| 3          | 28 oktober  | Anne-Lie Rydé, Nano, Per Andersson & Linus Wahlgren och Joy |
| 4          | 4 november  | Lisa Nilsson, Panetoz, Sarah Riedel och Kristina Lugn, bröderna Emil och Daniel Norberg |
| 5          | 11 november | Tommy Nilsson, Jojje Wadenius, Movits! och Sanna Nielsen |
| 6          | 18 november | Heavy Tiger, Amanda Winberg, Edward Blom, Ann-Louise Hanson, Siw Malmkvist och Lill-Babs |
| 7          | 25 november | Electric Boys, Wiktoria, Martin Stenmarck och Charlotte Perelli |
| 8          | 2 december  | Benny Andersson och Orsa spelmän, Linda Pira, Lisa Miskovsky, Good Harvest samt Dalarnas Spelmansförbund |
| Julspecial | 23 december | Martin Stenmarck, Edward Blom, Tommy Nilsson, Anne-Lie Rydé, Ann-Louise Hanson, Siw Malmkvist och Lill-Babs, Adolphson-Falk, Lisa Miskovsky, Musikkonservatoriet Faluns kör med dirigent Marcus Moszny och Ernst Billgren |

### Fotnoter
1. ↑  Moraeus bjuder in artisteliten, Svenska Dagbladet, 25 augusti 2011, läs online.[källa från Wikidata]
2. ↑  Moraeus med mera (säsong 4), eftertexter.[källa från Wikidata]
3. ↑  Moraeus med mera (säsong 5), eftertexter.[källa från Wikidata]
4. ↑  ”Moraeus med mera”. Svensk mediedatabas. http://smdb.kb.se/catalog/search?q=%22Moraeus+med+mera%22+typ%3Atv&sort=OLDEST. Läst 23 september 2012.
5. ↑  https://www.expressen.se/noje/moraeus-petas-av-svt-lagger-ner-programmet/